# 신현중학교 (서울)
신현중학교(新峴中學校)는 대한민국 서울특별시 중랑구 상봉동에 있는 공립 중학교이다.

## 학교 연혁
- 1996년 1월 15일 : 신현중학교 설립인가 (36학급)
- 1996년 3월 2일 : 제1회 입학식
- 1999년 2월 12일 : 제1회 졸업식(574명)
- 2017년 1월 5일 : 제19회 졸업식(260명) 7,707명 배출
- 2021년 1월 13일 : 제23회 졸업식(213명)
- 2021년 3월 2일 : 제26회 입학식(235명)
- 2021년 9월 1일 : 김진철 제7대 교장을 끝으로 학교가 사라짐

## 학교 활동
신현중학교 예체능부에는 배드민턴부, 농구부, 배구부, 축구부 등이 있다.

## 참고 자료
- 신현중학교 - 한국교육학술정보원 학교알리미